# Abația Corbie
Abația Corbie a fost o mănăstire benedictină din Franța. Scriptoriul și biblioteca mănăstirii au fost renumite în evul mediu, cu un rol important în difuzarea renașterii carolingiene.
Abația a fost naționalizată în anul 1790, în contextul descreștinării. Cei 19 călugări au fost dispersați, iar cărțile de asemenea împrăștiate. O parte din ele au fost achiziționate de bibliofilul rus Piotr Dubrovski⁠(fr)[traduceți], care le-a transferat la Sankt Petersburg, unde au constituit nucleul Bibliotecii Imperiale Ruse.
După Revoluția franceză biserica mănăstirii a fost folosită drept carieră de piatră, astfel încât transeptul și corul au dispărut. 
În anul 1907 restul rămas a fost declarat monument istoric.